# Festival international du film de Moscou 2007
Le 29e festival international du film de Moscou s'est déroulé du 21 au 30 juin 2007. Le George d'or est attribué au film russe Voyage avec des animaux de compagnie de Vera Storojeva.

## Jury
- Fred Schepisi (Australie – président du jury)
- Anna Galiena (Italie)
- Dito Tsintsadze (Géorgie)
- Ildikó Enyedi (Hongrie)
- Othman Karim (Suède)
- Renata Litvinova (Russie)
- Fred Roos (Étata-Unis)

## Films en compétition
Les films suivants sont sélectionnés pour la compétition principale :
| Titre français                                          | Titre original                                                | Réalisateur(s)                       | Pays d'origine                 |
| ------------------------------------------------------- | ------------------------------------------------------------- | ------------------------------------ | ------------------------------ |
| Viva                                                    | Viva                                                          | Anna Biller                          | États-Unis                     |
| Temporary Release                                       | Ledsaget udgang                                               | Erik Clausen                         | Danemark                       |
| The Children of CCCP                                    | Yaldey CCCP                                                   | Felix Gerchikov                      | Israël                         |
| The International                                       | Beynelmilel                                                   | Sırrı Süreyya Önder, Muharrem Gulmez | Turquie                        |
| Broken English                                          | Broken English                                                | Zoe Cassavetes                       | États-Unis                     |
| Mon Führer : La Vraie Véritable Histoire d'Adolf Hitler | Mein Führer - Die wirklich wahrste Wahrheit über Adolf Hitler | Dani Levy                            | Allemagne                      |
| Molière                                                 | Molière                                                       | Laurent Tirard                       | France                         |
| Un travail d'homme                                      | Miehen tyo                                                    | Aleksi Salmenperä                    | Finlande                       |
| Hope                                                    | Nadzieja                                                      | Stanisław Mucha                      | Allemagne, Pologne             |
| L'Inconnue                                              | La sconociuta                                                 | Giuseppe Tornatore                   | Italie                         |
| Nothing Personal                                        | Nichego lichnogo                                              | Larisa Sadilova                      | Russie                         |
| Ópium: Egy elmebeteg nő naplója (es)                    | Ópium: Egy elmebeteg nö naplója                               | János Szász                          | Hongrie, Allemagne, États-Unis |
| Le Jardin public (zh)                                   | Gongyuan                                                      | Yin Lichuan                          | Chine                          |
| Voyage avec des animaux de compagnie                    | Puteshestviye s domashnimi zhivotnymi                         | Vera Storojeva                       | Russie                         |
| Putina                                                  | Putina                                                        | Valery Ogorodnikov                   | Russie                         |
| Le Triangle russe (ru)                                  | Rusuli samkudhedi                                             | Aleko Tsabadze                       | Géorgie                        |
| At the River                                            | U reki                                                        | Eva Neymann                          | Ukraine                        |
| The Inugamis                                            | Inugami-ke no ichizoku                                        | Kon Ichikawa                         | Japon                          |
| Eduart                                                  | Eduart                                                        | Angeliki Antoniou                    | Grèce, Allemagne               |

## Prix
- George d'or : Voyage avec des animaux de compagnie de Vera Storojeva
- Prix spécial du jury : George d'argent : Le Triangle russe (ru) d'Aleko Tsabadze
- George d'argent :
  - Meilleur réalisateur : Giuseppe Tornatore pour L'Inconnue
  - Meilleur acteur : Fabrice Luchini pour Molière
  - Meilleure actrice : Kirsti Stubø pour Opium: Diary of a Madwoman
- George d'argent du meilleur film de la compétition « Perspective » : Monotony de Juris Poskus
- Prix pour l'ensemble de leur œuvre : Alexeï Batalov, Tatiana Samoïlova
- Prix Stanislavski : Daniel Olbrychski

## Source de la traduction
- (en) Cet article est partiellement ou en totalité issu de l’article de Wikipédia en anglais intitulé « 29th Moscow International Film Festival » (voir la liste des auteurs).